# Zoo de Wellington
Le zoo de Wellington (anglais : Wellington Zoo) est un parc zoologique situé à Wellington en Nouvelle-Zélande.

## Histoire
Le zoo a été fondé en 1906 pour recevoir un jeune lion, plus tard baptisé King Dick en hommage au défunt premier ministre Richard Seddon.

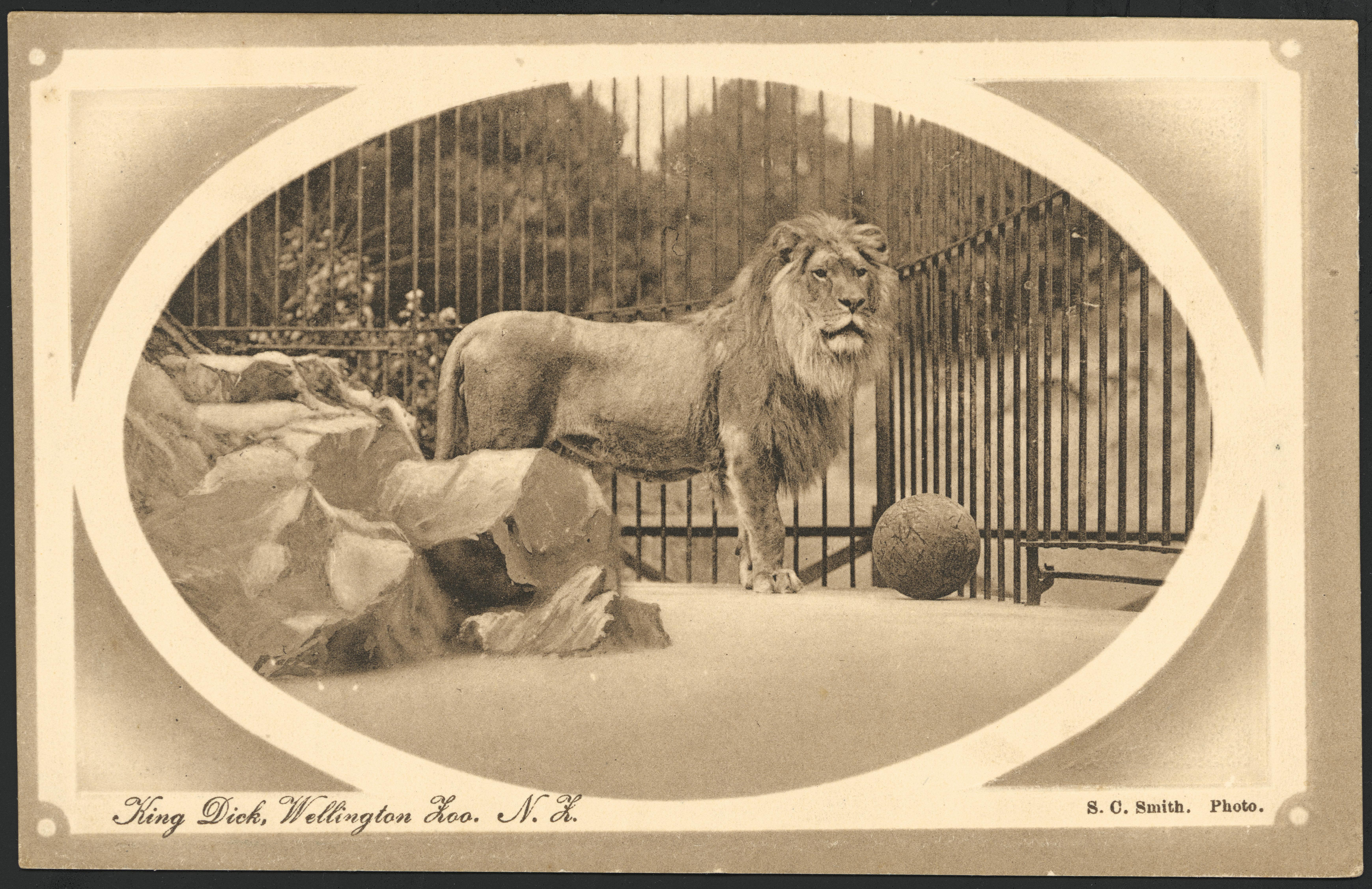
King Dick, le lion de Richard Seddon (carte postale imprimée avant 1915).

## Animaux

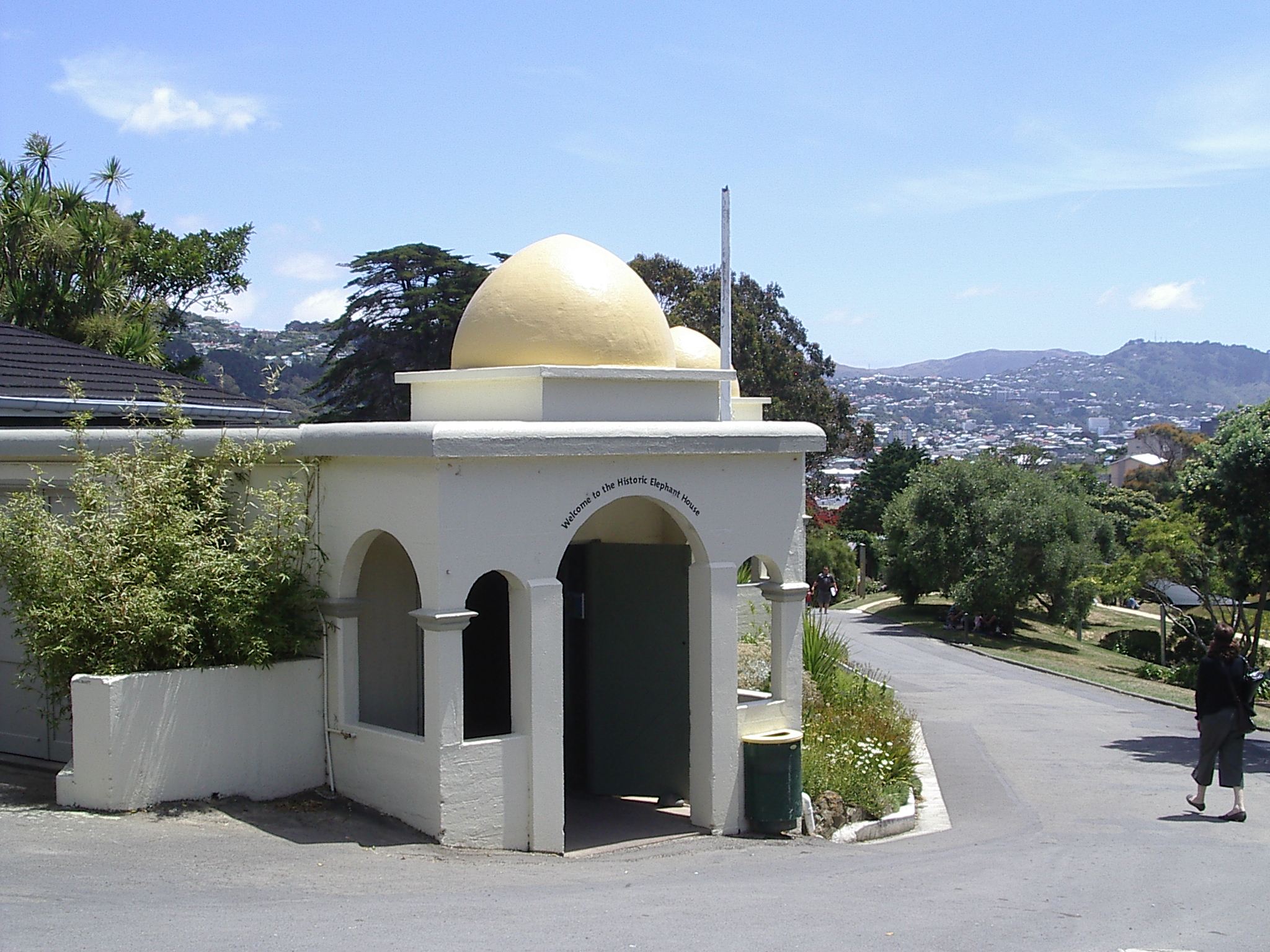
L'ancien abri des éléphants.
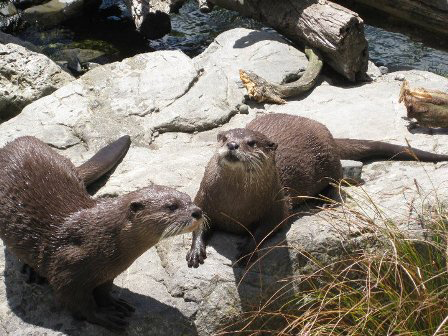
Deux des loutres du zoo.
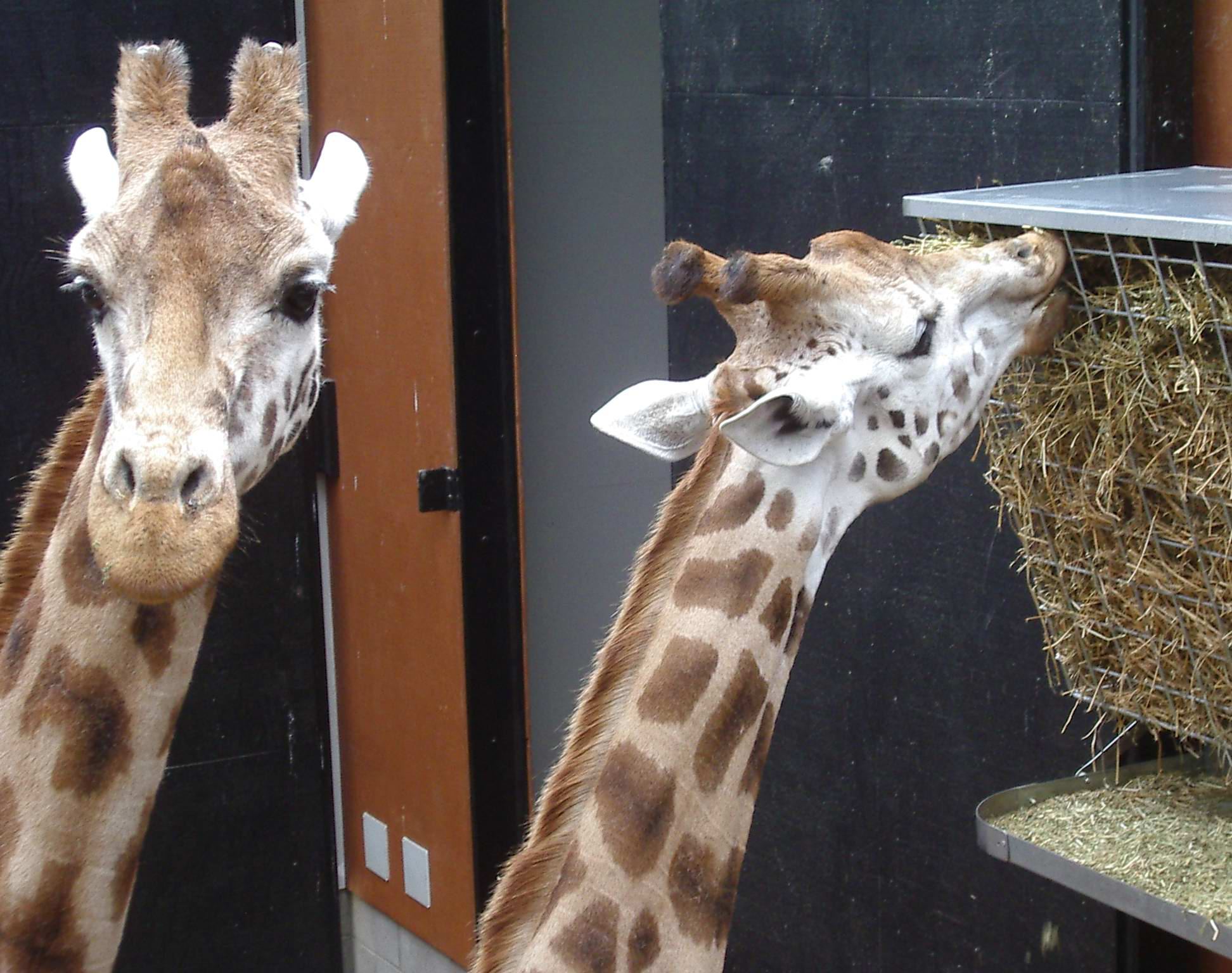
Girafes.
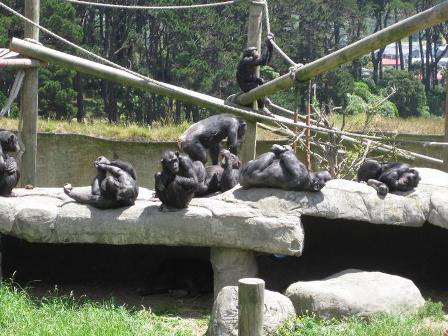
Les chimpanzés du zoo.
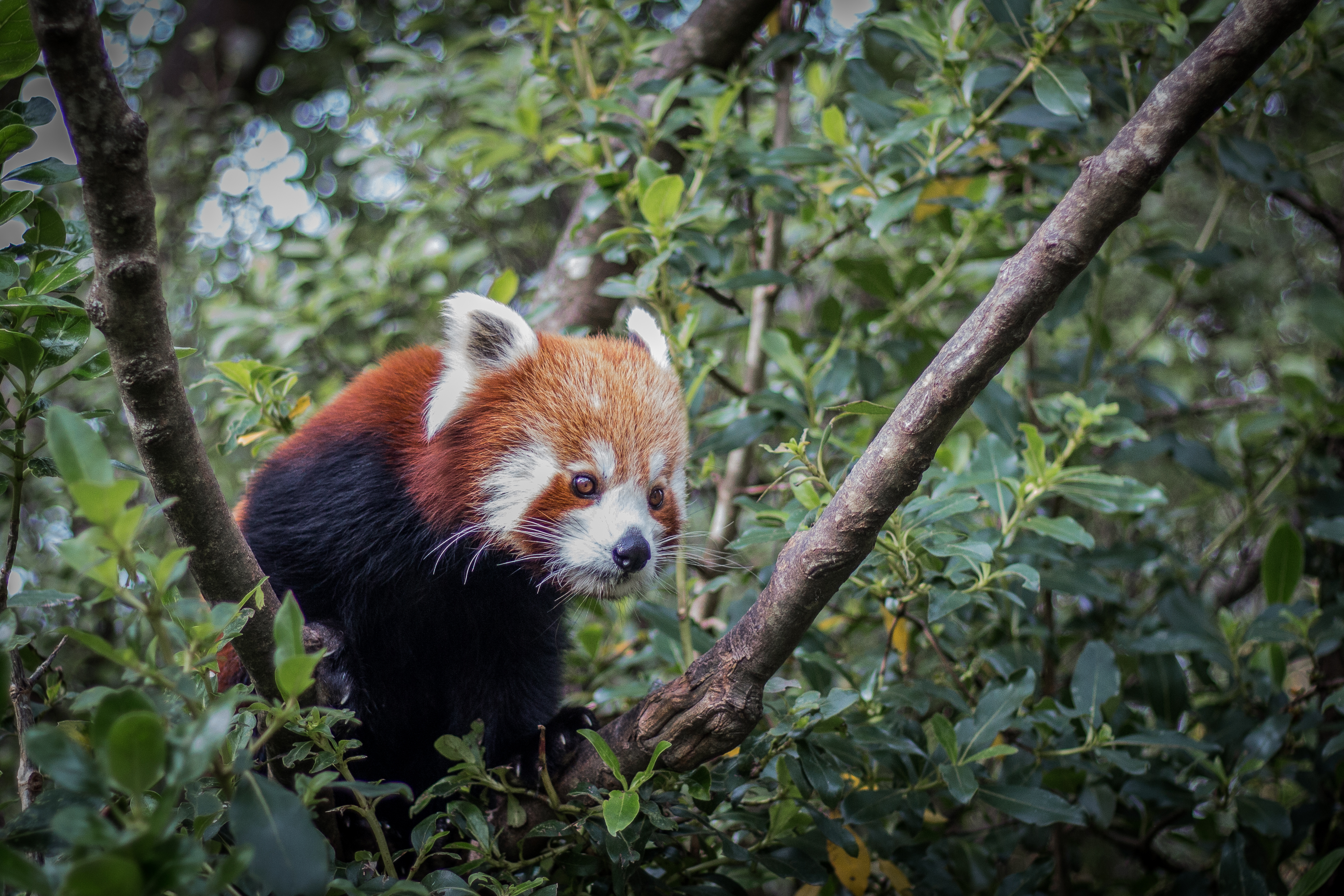
Un panda roux.
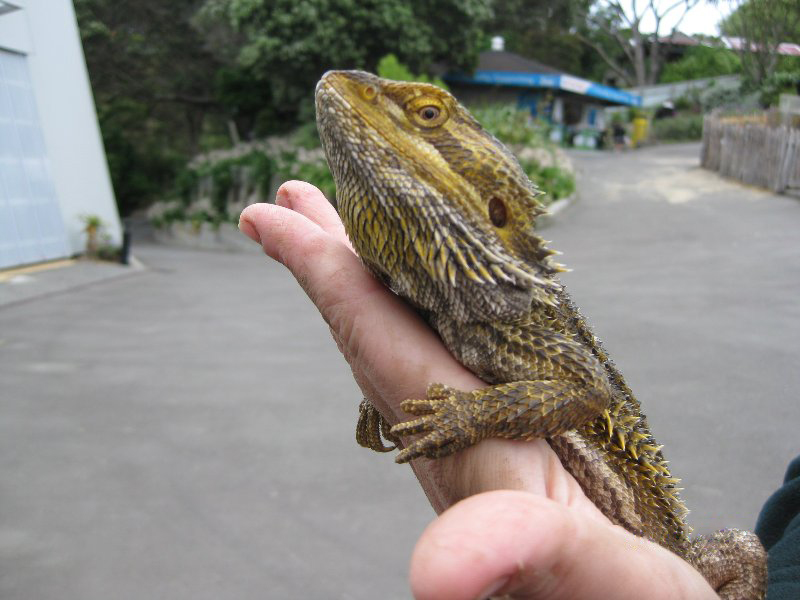
Un agame barbu dans la main d'un visiteur.
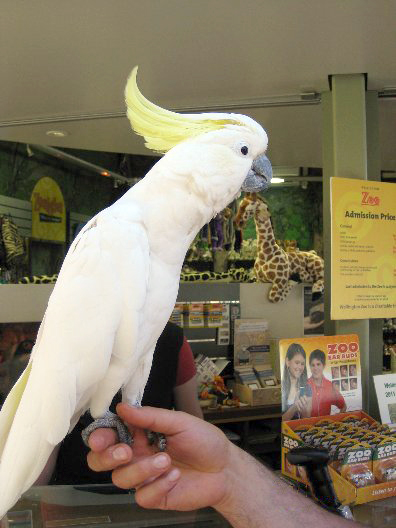
Jake le kakatoès dans un des bureaux du zoo (2010).
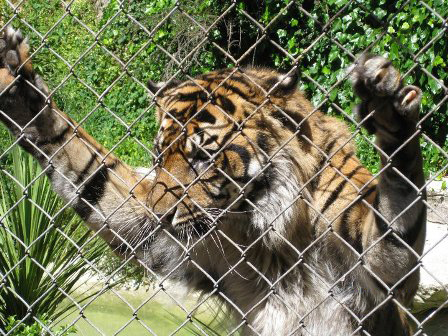
Un des tigres de Sumatra.
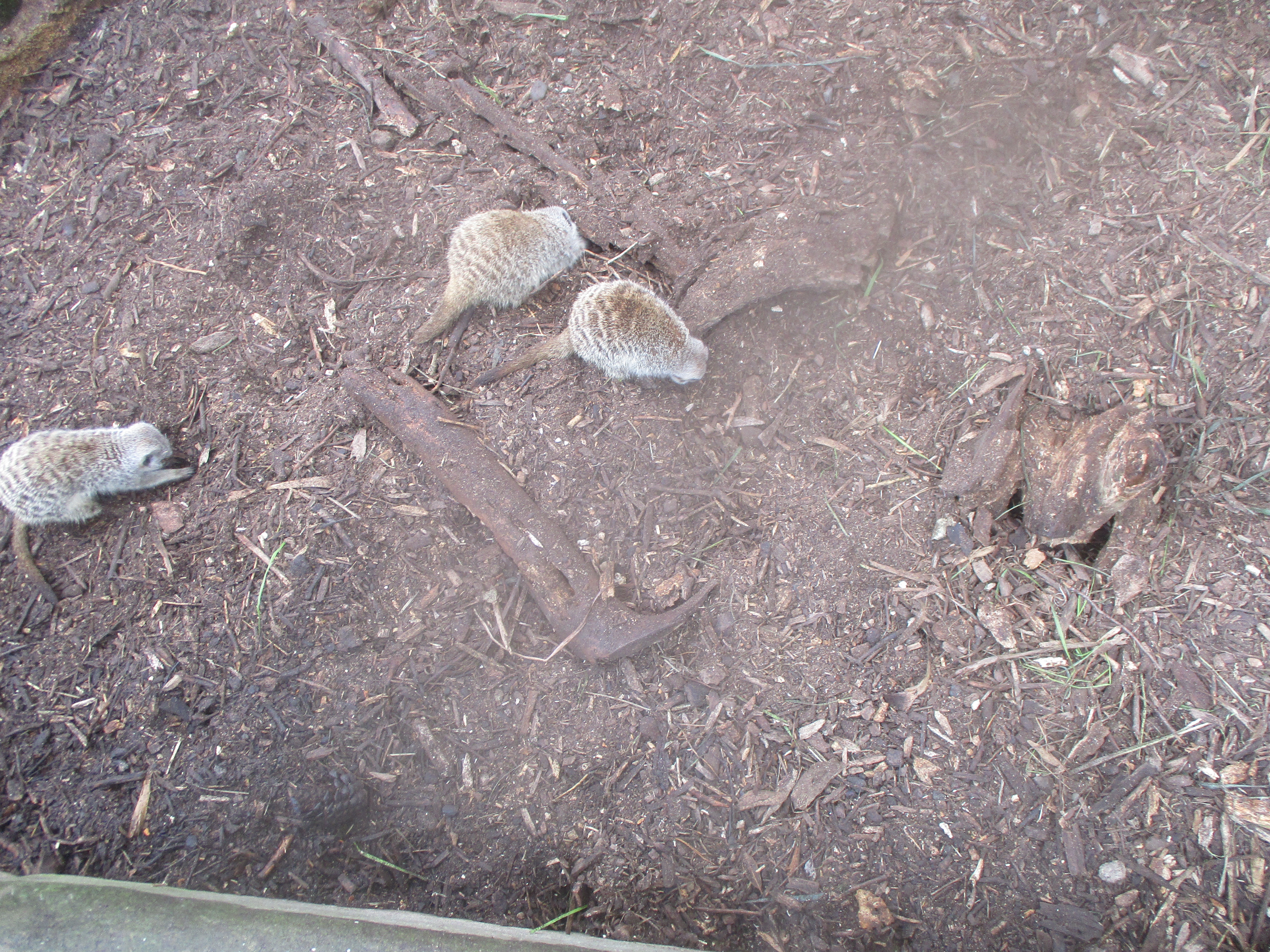
Des suricates.